# Príslop (Západní Tatry)
Príslop (též Jalovecký Príslop, polsky Jałowiecki Przysłop, 2142 m n. m.) je hora ve slovenské části Západních Tater. Nachází se v jižní rozsoše Baníkova (2178 m) mezi samotným Baníkovem, který je oddělen bezejmenným sedlem, a Jalovskou kopou (1938 m), která je oddělena Jaloveckým sedlem (1858 m). Západní svahy spadají strmě do doliny Parichvost, východní a jižní do Žiarské doliny. Jihovýchodním směrem vybíhá z hory krátký výběžek oddělující Baníkovský kotol a Šarafiový žľab, kterým protéká Šarafiový potok tvořící Šarafiový vodopád. Príslop je budován převážně žulami. Z vrcholu jsou dobré rozhledy.

## Přístup
- po zelené  turistické značce z vrcholu Baníkov nebo od Žiarské chaty

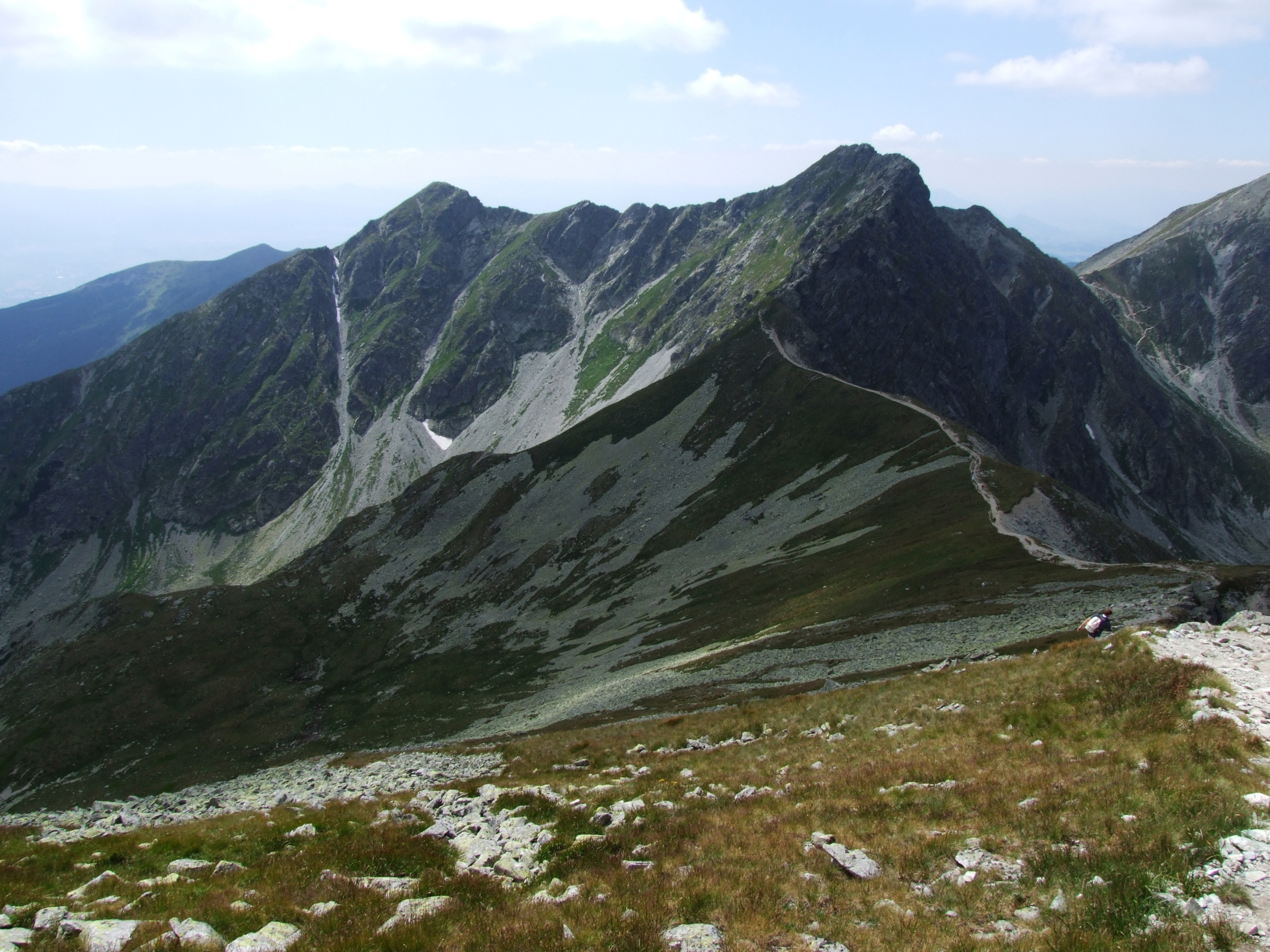
Príslop a Baníkov